# Càl·lies II
Càl·lies II o Càl·lias II（en llatí: Callias, en grec antic: Καλλίας) era fill d'Hipònic II i formava part de la família dels Càl·lies-Hipònic. Va viure al segle v aC.
Va participar en la batalla de Marató, on portava vestits sacerdotals, i Plutarc explica que perseguint l'enemic, un soldat persa que fugia, en veure les seves vestimentes, se li va acostar per demanar-li protecció. En compensació li va indicar on hi havia un tresor enterrat, però Càl·lies va matar el soldat i es va quedar les riqueses. Per això va rebre el renom de λακκόπλουτος ("Lakkoploutos", enriquit per una rasa) o potser originalment βαθύπλουτος ("Bathiploutos" riquesa abundant, referida als diners de la família).
Era cosí d'Aristides. Heròdot diu que va ser ambaixador a la cort persa d'Artaxerxes I de Pèrsia, cap a l'any 449 aC, on va concloure un tractat de pau conegut amb el nom de Pau de Càl·lies, que va posar fi a les guerres mèdiques. Els termes de la pau no van resultar satisfactoris i al tornar a Atenes el van detenir i jutjar sota una acusació de suborn. Va haver de pagar una multa de 50 talents que equivalia a una quarta part de la seva fortuna.
Es diu que s'enamorà d'Autòlic (Autolycos, Autolycus), un jove atenenc de gran bellesa. Quan Autòlic va guanyar una corona al pentatló a la Gran Panatenea, Càl·lies li va oferir un gran banquet descrit per Xenofont.